# The Times They Are A-Changin'
The Times They Are a-Changin' (укр. «Часи, вони змінюються») — третій студійний альбом американського автора-виконавця пісень Боба Ділана, презентований у 1964 році на лейблі Columbia Records.

## Про альбом
The Times They Are a-Changin’ — перший альбом Ділана, де всі пісні написані винятково ним. В основному альбом складається із пісень-розповідей, які стосуються таких тем як расизм, бідність і соціальні потрясіння. Заголовна пісня «The Times They Are a-Changin’» — одна із найвідоміших пісень Ділана; багато людей відмічали, що вона відобразила дух соціального і політичного переворотів, які характеризують 1960-ті роки.
Деякі критики та шанувальний відмічали, що загалом альбом поступається попередній роботі Ділана через нестачу гумору чи музичну одноманітність. Але, в кінцевому підсумку, «The Times They Are a-Changin» досягнув золотого статусу в США, а також 4 місця у Великій Британії в 1965 році.

## Список композицій
Всі пісні написані Бобом Діланом.
| Перша сторона | Перша сторона                   | Перша сторона |
| #             | Назва                           | Тривалість    |
| ------------- | ------------------------------- | ------------- |
| 1.            | «The Times They Are a-Changin'» | 3:15          |
| 2.            | «Ballad of Hollis Brown»        | 5:06          |
| 3.            | «With God on Our Side»          | 7:08          |
| 4.            | «One Too Many Mornings»         | 2:41          |
| 5.            | «North Country Blues»           | 4:35          |

| Друга сторона | Друга сторона                          | Друга сторона |
| #             | Назва                                  | Тривалість    |
| ------------- | -------------------------------------- | ------------- |
| 1.            | «Only a Pawn in Their Game»            | 3:33          |
| 2.            | «Boots of Spanish Leather»             | 4:40          |
| 3.            | «When the Ship Comes In»               | 3:18          |
| 4.            | «The Lonesome Death of Hattie Carroll» | 5:48          |
| 5.            | «Restless Farewell»                    | 5:32          |